# 雷射屈光角膜切削術
雷射屈光角膜切削術（英語：Photorefractive keratectomy，縮寫：PRK），是一種無瓣膜手術（photoablation procedure）。因為直接使用雷射照在角膜表面組織使其蒸散揮發掉，而修整過的角膜具較佳對焦效果，近年較不流行。但術式在2009年後有新演進的TransPRK取代，成為近視雷射術式中較安全的方式。